# Douglas Dillon
Pour les articles homonymes, voir Dillon.
Clarence Douglas Dillon, né le 21 août 1909 à Genève (Suisse) et mort le 10 janvier 2003 à New York (États-Unis), est un homme politique américain. Membre du Parti républicain, il est ambassadeur des États-Unis en France entre 1953 et 1957 puis secrétaire au Trésor entre 1961 et 1965 dans l'administration du président John F. Kennedy et dans celle de son successeur Lyndon B. Johnson.
Il est membre du Conseil de sécurité nationale pendant la crise des missiles de Cuba.